# Yucatán Open 2024
Lo Yucatán Open 2024 è stato un torneo maschile di tennis professionistico. È stata la 1ª edizione del torneo, facente parte della categoria Challenger 50 nell'ambito dell'ATP Challenger Tour 2024, con un montepremi di 40 000 $. Si è giocato dal 18 al 24 marzo 2024 sui campi in terra rossa di Mérida, in Messico.

## Partecipanti

### Teste di serie
| Nazionalità | Giocatore           | Ranking* | Testa di serie |
| ----------- | ------------------- | -------- | -------------- |
| Regno Unito | Oliver Crawford     | 204      | 1              |
| Italia      | Federico Gaio       | 212      | 2              |
| Stati Uniti | Tristan Boyer       | 229      | 3              |
| Bolivia     | Murkel Dellien      | 247      | 4              |
| Argentina   | Juan Pablo Ficovich | 250      | 5              |
| Kazakistan  | Dmitrij Popko       | 276      | 6              |
| Svizzera    | Antoine Bellier     | 300      | 7              |
| Stati Uniti | Aidan Mayo          | 306      | 8              |

* Ranking al 4 marzo 2024.

### Altri partecipanti
I seguenti giocatori hanno ricevuto una wild card per il tabellone principale:
- Emiliano Aguilera
- Alex Hernández
- Alan Fernando Rubio Fierros

Il seguente giocatore è entrato in tabellone come alternate:
- Stefan Kozlov

I seguenti giocatori sono passati dalle qualificazioni:
- Christian Langmo
- Juan Pablo Paz
- Jacob Brumm
- Dan Martin
- Preston Brown
- Trey Hilderbrand

## Punti e montepremi
| Torneo    | Torneo              | V     | F     | SF    | QF    | 2T  | 1T  | Q | Q2  | Q1  |
| Singolare | Punti               | 50    | 25    | 14    | 8     | 4   | 0   | 3 | 1   | 0   |
| Singolare | Premi in denaro ($) | 5,500 | 3,260 | 1,900 | 1,120 | 660 | 395 | – | 215 | 125 |
| Doppio    | Punti               | 50    | 25    | 14    | 8     | –   | 0   | – | –   | –   |
| Doppio    | Premi in denaro ($) | 2,130 | 1,250 | 745   | 435   | –   | 245 | – | –   | –   |

## Campioni

### Singolare
Tristan Boyer ha sconfitto in finale  Juan Pablo Ficovich con il punteggio di 7–6(6), 6–2.

### Doppio
Thomas John Fancutt  /  Hunter Reese hanno sconfitto in finale  Boris Kozlov /  Stefan Kozlov con il punteggio di 7–5, 6–3.